# 香川県道281号五色台線
香川県道281号五色台線（かがわけんどう281ごう ごしきだいせん）は、香川県高松市から坂出市に至る一般県道である。

## 概要
かつては有料道路（一般自動車道）の五色台スカイライン（ごしきだいスカイライン）だったが、1999年（平成11年）に無料開放されて県道281号となった。
1964年（昭和39年）に開通した延長約10 kmの観光有料道路の「五色台スカイライン」が前身であり、五色台の高松市 - 坂出市の南山越えの香川県道180号鴨川停車場五色台線の三差路を起点とする。標高約200 - 400 mの複数の頂でなる台地の地形の（メサ）の山上を、北北西方向の海に向かって緩やかに下る。北端の大崎山から急坂を下って、山麓海岸外周の香川県道16号高松王越坂出線と交差する大崎ノ鼻が終点となる。
本路線の中央南寄りの三差路西折れ道路は、五色台園地への往復道路（盲腸線）である。

### 路線データ
- 本線（Google マップ）
- 起点：香川県高松市中山町（香川県道180号鴨川停車場五色台線交点）
- 終点：香川県坂出市王越町木沢（香川県道16号高松王越坂出線交点）

## 歴史
- 1999年（平成11年） - 路線認定。

## 路線状況

### 名称・愛称
- 有料道路（一般自動車道）の「五色台スカイライン」の名称は、公道化され無料で供用の後は、愛称になって定着している[5]。

## 地理

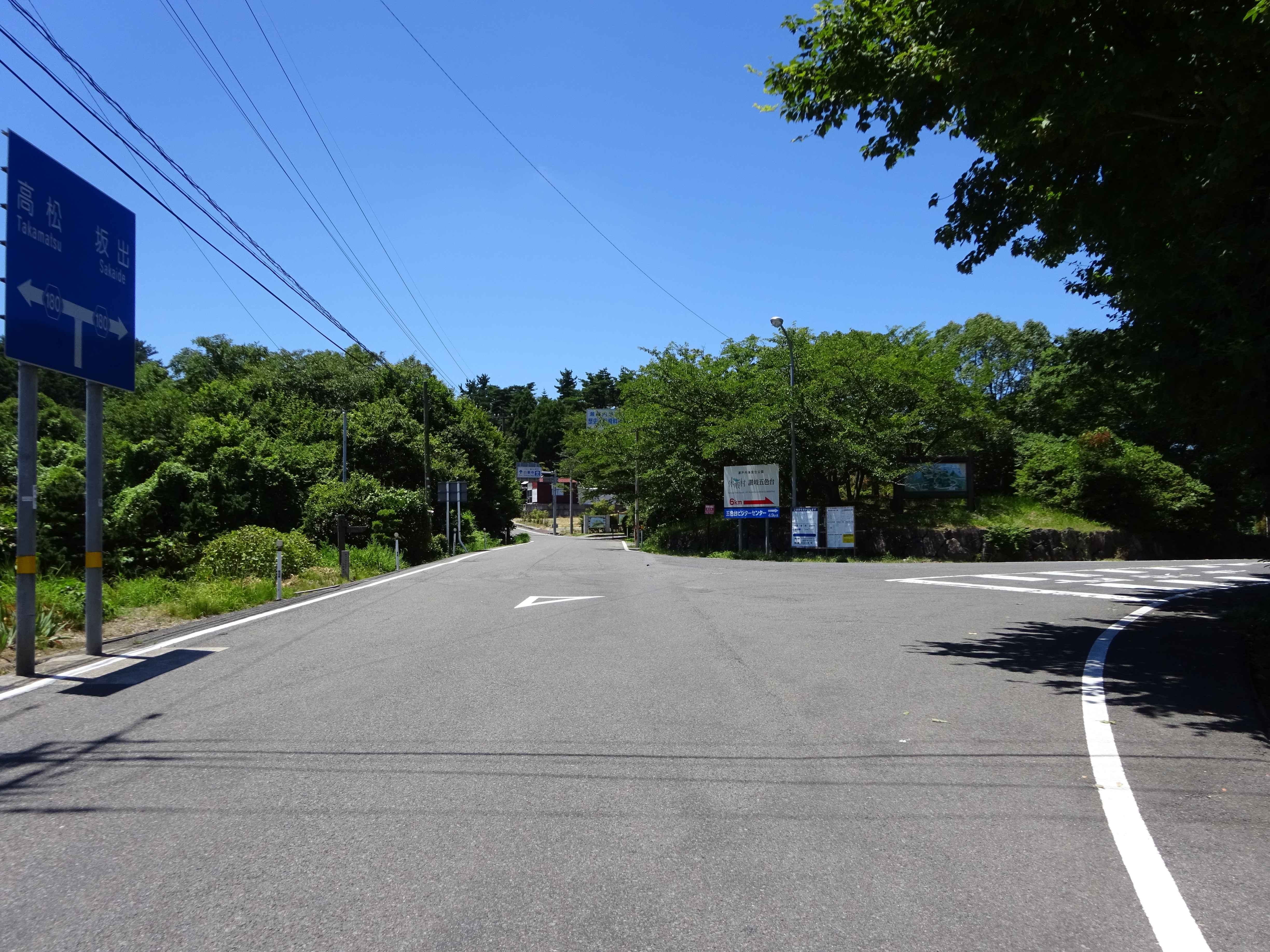
起点の三差路

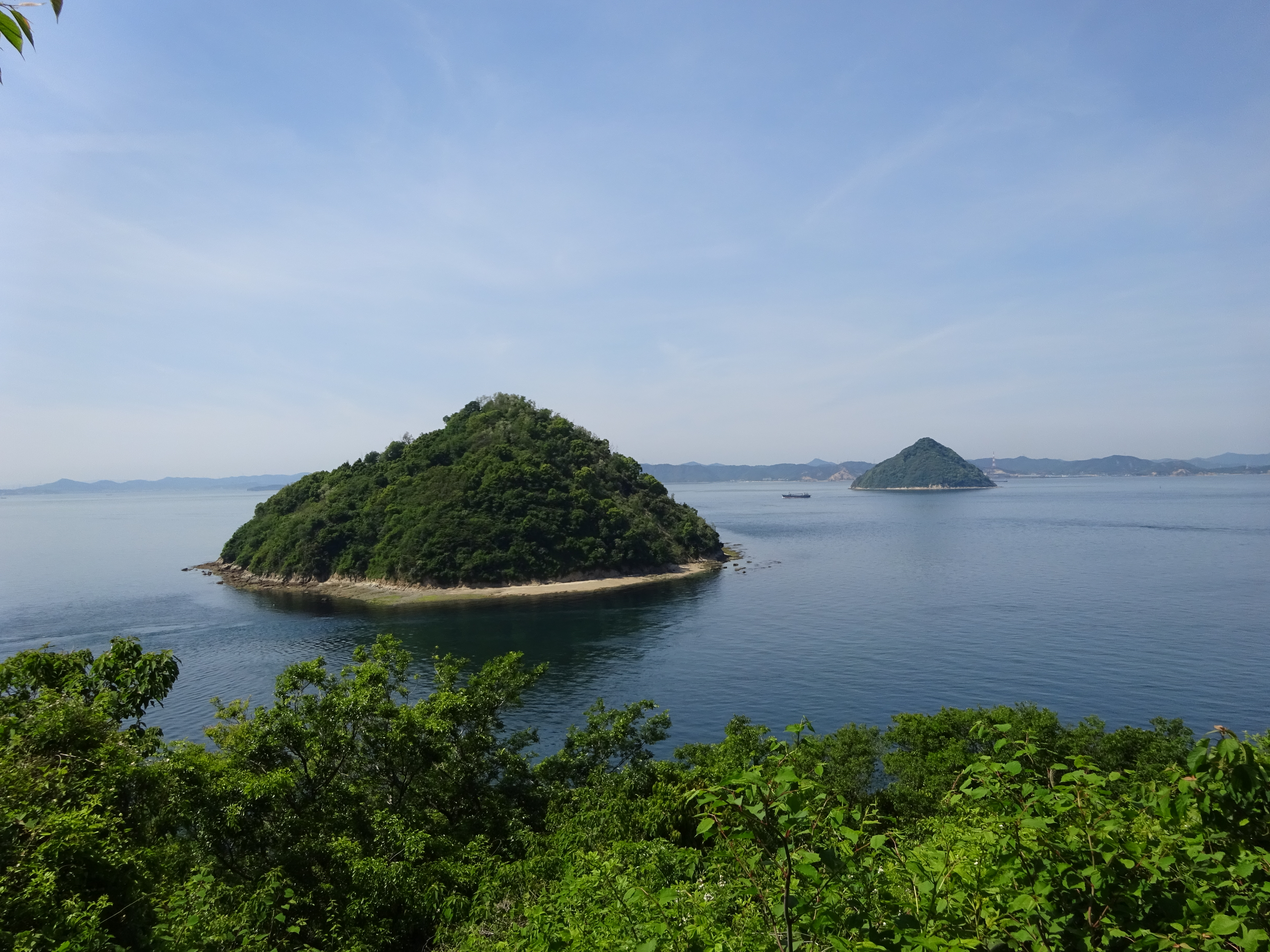
終点の大崎ノ鼻

### 通過する自治体
- 高松市
- 坂出市

### 交差する道路
| 交差する道路                    | 交差する道路 | 交差する場所 | 交差する場所 |
| ------------------------------- | ------------ | ------------ | ------------ |
| 香川県道180号鴨川停車場五色台線 | 高松市       | 中山町       | 起点         |
| 香川県道16号高松王越坂出線      | 坂出市       | 王越町木沢   | 終点         |

### 沿線
- 瀬戸内海歴史民俗資料館
- 大崎山園地